# Sikosaari (ö i Norra Savolax, Nordöstra Savolax, lat 62,79, long 28,71)
Sikosaari är en ö i Finland. Den ligger i sjön Rikkavesi och i kommunen Tuusniemi i den ekonomiska regionen  Nordöstra Savolax ekonomiska region  och landskapet Norra Savolax, i den centrala delen av landet, 300 km nordost om huvudstaden Helsingfors. Öns area är 0,2 hektar och dess största längd är 70 meter i nord-sydlig riktning.